# Affaire Karine Esquivillon
 (juin 2023).
L'affaire Karine Esquivillon est une affaire criminelle française concernant le meurtre de Karine Esquivillon. Le corps de la victime est retrouvé le 16 juin 2023, après les aveux de son mari au cours de sa garde à vue.

## Protagonistes
Michel Pialle est condamné à de multiples reprises pour des escroqueries liées à son travail de vente à distance. En 2003, il est décrit comme un homme ayant « un comportement mythomaniaque capable d'inventer des scénarios rocambolesques ».
Il est mis en cause pour une escroquerie aux faux lingots d'or en 2021. Il est également condamné à neuf reprises entre 1998 et 2021 pour des affaires "d'escroquerie", "faux et usage de faux" et "contrefaçon". Il fait de la vente à distance à son compte. Il possède sa société depuis 2009.
Karine Esquivillon ne travaille plus depuis plusieurs années pour s'occuper de la maison et des deux plus jeunes de ses 5 enfants, dont un fils atteint de surdité.

## Enquête
Michel Pialle, l'ex-mari de Karine Esquivillon avec qui il vivait encore, et qui était portée disparue depuis le 27 mars 2023, avoue, au cours de sa garde à vue, l'avoir tuée. Après des aveux dans la nuit du 15 au 16 juin 2023, il conduit les gendarmes à l'endroit où il a caché le corps.
Le mis en cause nie un geste intentionnel. 
À la suite de ses déclarations, les enquêteurs retrouvent, quelques jours plus tard dans un cours d'eau proche du domicile, deux chargeurs et un silencieux. L'arme, une carabine 22 long rifle  est retrouvée le 21 juillet.